# British Aerospace Harrier II
Харрієр II (англ. Harrier II) — друге покоління штурмовиків вертикального зльоту та посадки «Харрієр». Британська версія базується на американському літаку AV-8B, який, у свою чергу, був розроблений на основі британського Харрієра першого покоління. Знято з озброєння Королівських ВПС та ВМС Великобританії та має позначення Harrier GR7/GR9. Британська версія Harrier II відрізняється від американської AV-8B наявністю додаткового пілона для розміщення ракет під кожною консоллю крила та використанням оригінальної авіоніки.

## Модифікації
- GR.5 — базова модифікація, для ВПС Великобританії, оснащений двигунами Rolls-Royce Pegasus 105, побудований 41 екземпляр.
- GR.5A — перехідна модель до GR.7, 21 екземпляр. Виготовлені за контрактом укладеним із компанією British Aerospace (BAE) у 1990 році, без системи FLIR.
- GR.7 — модернізований варіант GR.5, з можливістю нічного штурмовика за рахунок системи FLIR з датчиками в носовій частині фюзеляжу, цифрової карти, що рухається, і кабіни пілота, в якій можливе використання окулярів нічного бачення.
- GR.7A — модернізований варіант GR.7 з новим двигуном Pegasus 107.
- GR.9 — модернізований варіант GR.7 з новою авіонікою та озброєнням. Перший політ 2001 року.
- GR.9A — модернізований варіант GR.7A з новою авіонікою та озброєнням.
- T.10 — навчально-бойовий варіант на базі TAV-8B. Двомісний навчально-тренувальний, з можливістю нічного штурмовика. У серпні 1992 року було укладено контракт на постачання 13 літаків для ВПС Великобританії. На відміну від американського аналога, англійські Т10 повністю боєздатні
- T.12 — модернізований T.10 для навчання пілотів на GR.9, 9 екземплярів.
- T.12A — з новим і потужнішим двигуном Pegasus 107.